# Прапор Новооржицького
Пра́пор Новооржицького — селищна хоругва Новооржицького, затверджена 26 березня 2004р. рішенням сесії селищної ради.

## Опис
На жовтому квадратному полотнищі відходить від нижнього і тягнеться до верхнього краю зелений клин, на якому жовтий ключ, з боків червоні літери "Н" і "О".